# Order Petrowiciów-Niegoszów
Order Petrowiciów-Niegoszów (serb.: Orden Petrović-Njegoši) –  rzadkie  odznaczenie Królestwa Czarnogóry.

## Historia i oznaka
Nadane chyba tylko w kilkunastu egzemplarzach jednoklasowe odznaczenie zostało ustanowione w roku 1896 przez księcia (późniejszego króla) Czarnogóry Mikołaja I dla upamiętnienia dwustulecia dziedzicznego panowania dynastii Petrowiciów-Niegoszów.
W latach 1516 – 1696 Czarnogóra była rządzona przez elekcyjnych biskupów Kościoła Prawosławnego, od 1696 do 1851 przez dziedzicznych biskupów Cetyni z rodziny Petrowić-Niegosz, w 1851 została proklamowana dziedzicznym księstwem tej rodziny.
Oznaką orderu, nadanego zapewne tylko członkom najbliższej rodziny, był emaliowany na biało krzyż łaciński ze zdwojonym ramieniem pionowym. W medalionie awersu umieszczony był herb Czarnogóry. Na ramionach poziomych krzyża znajdowały się daty "1696" i "1896", na górnej części ramienia pionowego pisany cyrylicą inicjał "Д" (Daniło I), na dolnej "H I" (Mikołaj I). Między ramionami krzyża widniały inicjały "H I". Krzyż położony był na owalnej srebrnej gwieździe i noszony na piersi na wstędze Orderu Daniły I, białej z czerwonymi bordiurami, wiązanej w trójkąt na modłę austriacką.
Odznaczenie jest tak rzadkie, że nawet prawnuk Mikołaja I książę Dymitr Romanowicz Romanow, wnuk Milicy Czarnogórskiej, jednej z córek Mikołaja, pisząc swą książkę o odznaczeniach czarnogórskich i posiadając dostęp do kolekcji rodzinnych miał do dyspozycji tylko starą czarno-białą fotografię.